# Società Franco-Belga
La Società Franco-Belga di materiale ferroviario (in lingua francese Société Franco-Belge) era un'azienda che fabbricava veicoli ferroviari e in particolare locomotive.
La natura plurinazionale dell'impresa, evidente fin dalla ragione sociale, si riverberava nella presenza di due stabilimenti di produzione situati a Raismes, nel dipartimento francese del Nord, e a La Croyère, Seneffe e Godarville, nella provincia belga dell'Hainaut.
Dopo alcuni cambi nella ragione sociale e nella composizione societaria, l'azienda cessò definitivamente nel 1982 in seguito all'assorbimento dell'ultimo sito produttivo da parte del gruppo Alstom

## Settori di attività
Alla fondazione della società, l'officina di Raismes limitava le proprie attività all'assemblaggio di rotabili, i cui componenti erano prodotti dallo stabilimento belga; la produzione, comune a entrambi gli opifici, comprendeva soprattutto locomotive a vapore.
A partire dal 3 novembre 1927 l'impianto di Raismes concentrò l'attività sulla costruzione di locomotive destinate alle grandi reti producendo fra l'altro, nel 1936, le unità articolate tipo Garratt per le ferrovie algerine.
Durante la seconda guerra mondiale, l'officina produsse locomotive da campo a scartamento ridotto per le forze d'occupazione.
Nel dopoguerra la costruzione di "Garratt" continuò fino al 1953, anno in cui furono consegnate le macchine serie WP per le ferrovie indiane. Da allora la produzione fu orientata al mercato dei carri merci e delle carrozze.

### Veicoli prodotti a Raismes

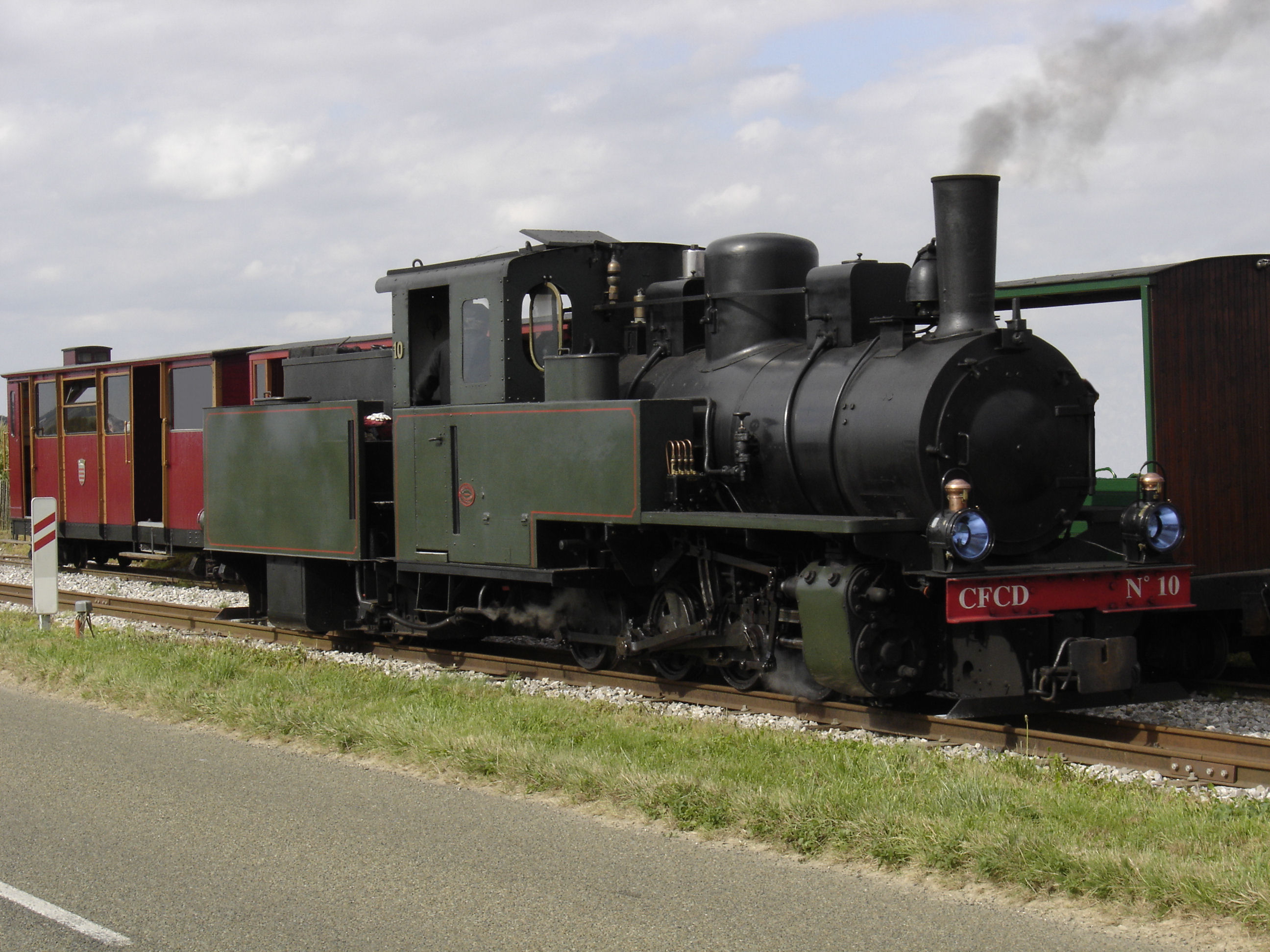
Locomotiva costruita a Raismes, preservata presso la ferrovia Froissy-Dompierre

La diversificata produzione dello stabilimento francese comprese, fra gli altri:
- Locomotive destinate alle grandi reti francesi quali la Compagnie des chemins de fer du Nord, la Compagnie des chemins de fer de l'Est, la PLM, la PO, quella del Midi, l'Administration des chemins de fer de l'État et la SNCF
- Locomotive per le reti coloniali dell'Africa occidentale, dell'estremo oriente (Cina, Vietnam) e del Maghreb (Algeria e Tunisia)
- Locomotive e materiale rimorchiato per reti tranviarie e ferrovie a scartamento ridotto quali la rete tranviaria di Lilla (compagnia ELRT), le ferrovie del Delfinato, la rete tranviaria di Lione (compagnia OTL)
- Carrozze postali per le SNCF

### Veicoli prodotti a La Croyère

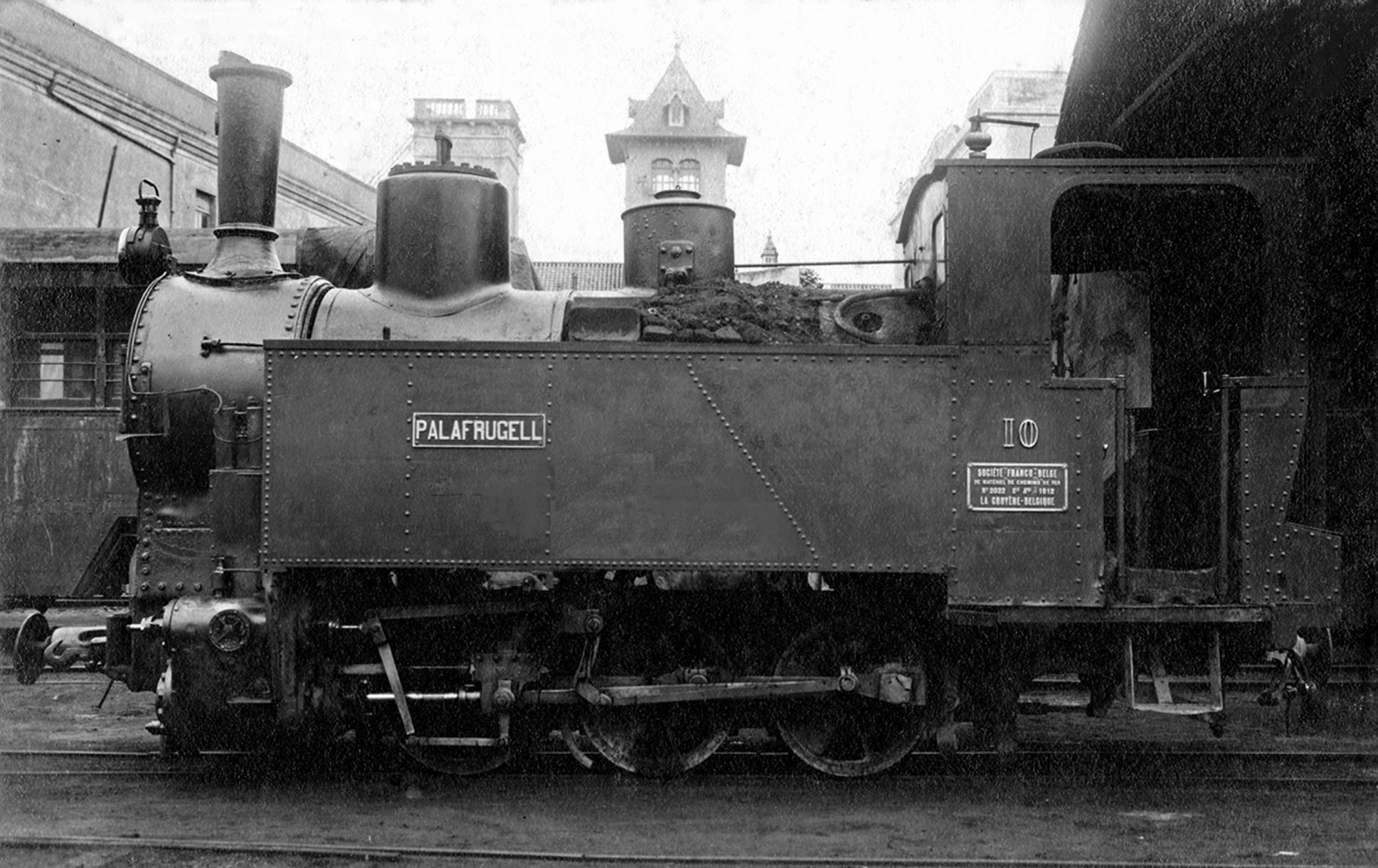
Locomotiva fabbricata nel 1912 a la Croyère per la tranvia Baix-Emporda

Il sito belga produsse anch'esso rotabili destinati sia a importanti reti ferroviarie che a tranvie e ferrovie minori, fra cui:
- Locomotive tranviarie e locomotive a scartamento ridotto per diverse compagnia fra cui la Société nationale des chemins de fer vicinaux e la società di gestione della tranvia spagnola Baix-Emporda
- Locomotive per le grandi reti belghe gestite dalla Compagnie du Nord Belge, dalla Grand Central Belge e dalla SNCB; fra queste ultime le quaranta "gros nez" delle serie 52, 53 e costruite su licenza NoHAB/EMD con l'ulteriore gruppo 1600 destinato alle ferrovie lussemburghesi CFL
- Un gruppo di locomotive per l'impresa spagnola Chemin de fer de La Robla
- Ulteriori gruppi di macchine destinate al Congo belga e all'India (141 esemplari del tipo WG)

## Storia

### Fusioni e crescita sui mercati
Dalla fusione fra gli Établissements Charles Évrard di Bruxelles e la Parmentier Freres et Cie. di La Croyère, nel 1859 ebbe origine la Compagnie Belge pour la Construction de Matériel de Chemins de Fer, con un capitale di un milione di franchi
. Direttore della compagnia era lo stesso Charles Evrard.

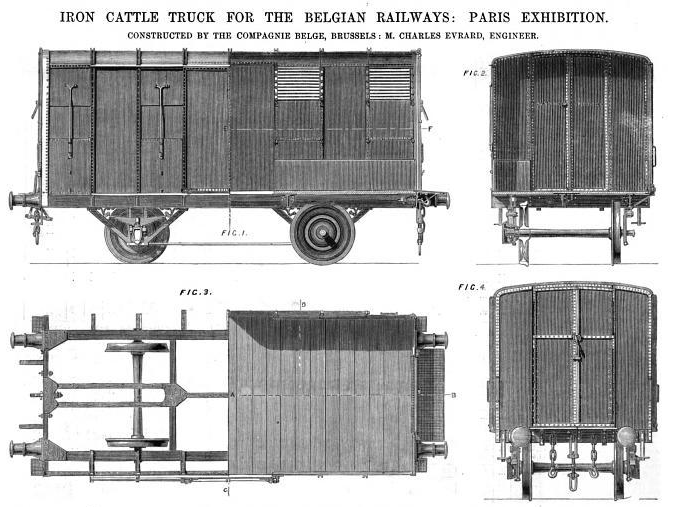
Carri a cassa metalliza per trasporto bestiame presentati all'Esposizione di Parigi del 1867

Nel 1867, alla Esposizione Universale di Parigi, l'impresa esposte una locomotiva, una carrozza passeggeri, un vagone per il trasporto di ferro e una gru a vapore su rotaia
Al 15 settembre 1881 risale la fondazione della Société Anonyme pour la Construction de Machines et Matériel de Chemins de Fer, assorbendo gli asset della "Compagnie Belge", che rappresentavano il 60% delle quote; la società fu capitalizzata per 8 milioni di franchi dalla Banque Franco-Egyptienne.
L'impresa divenne ben presto un gruppo internazionale con sede sociale a Parigi e siti di produzione al Raismes, in Francia, e a La Croyère in Belgio: nel 1882 infatti un nuovo sito di produzione fu stabilito a Raismes, nel nord della Francia, per evitare misure di protezionismo da parte di tale Paese. Inizialmente il sito di Raismes assemblava locomotive utilizzando componenti provenienti dalla casa madre. L'azienda intraprese la costruzione di diversi tipi di rotabili.
Charles Evrard morì nel 1896.
Nel 1911 la compagnia fu rinominata Société Franco Belge de Matérial de Chemins de Fer; la produzione era estesa dalle locomotive alle carrozze a numerosi tipi di carri merci per clienti che includevano le ferrovie belghe e le grandi compagnie private francesi, e una forte quota di esportazione verso la Spagna, il Portogallo e altri Paesi europei, nonché la Cina, la Turchia, l'Indocina, l'Africa e alcuni Paesi sudamericani.
Fino al 1914 i vertici dell'impresa erano nominari dai belgi; da tale anno investitori francesi, prevalentemente parigini, detennero la maggioranza.In quel periodo la capacità produttiva della compagnia era di circa 50 locomotive e più di 1500 veicoli rimorchiati per anno; durante l'occupazione tedesca avvenuta nell'ambito della seconda guerra mondiale all'impianto di Raismes fu imposto di provvedere a riparazioni di mezzi di guerra, con una ferma opposizione della direzione: la fabbrica venne in tale periodo utilizzata quale segheria.

### La separazione
Il 3 novembre 1927 una ristrutturazione aziendale portò alla separazione fra i due stabilimenti dando vita a due distinte società:
- La prima, rinominata Société Anglo-Franco-Belge de Matériel de Chemins de Fer, subì un nuovo cambio di denominazione si ebbe nel 1939 allorché, incorporate le officine di costruzioni metalliche di Seneffe et Godarville, nell'Hainaut, l'azienda prese la ragione sociale di Société Anonyme Anglo-Franco-Belge des Ateliers de la Croyère, Seneffe et Godarville (AFB); con l'apporti di capitali inglesi l'azienda si specializzò nella realizzazione di componenti per costruzioni metalliche e in legno[14]. Nel dopoguerra la compagnia iniziò ad avere problemi finanziari, in parte causati dalla perdita dei grossi clienti americani. Negli anni cinquanta l'azienda produsse motori Diesel Electro-Motive Diesel (EMD) per le locomotive delle ferrovie belghe (classi 52 e 54)[15] e lussemburghesi (classi 800 e 1660)[16]; vennero inoltre consegnate alle ferrovie israeliane, nel 1952, le loro prime locomotive Diesel, anch'esse su progetto EMD[17][18]. Fusasi ulteriormente con la Société Anonyme des Ateliers Germain di Monceau-sur-Sambre, nel 1964 prese il nome di Société Anglo-Germain, entrata in crisi nel 1967 a causa di una crisi negli ordinativi che provocò uno sciopero e una mobilitazione nazionale. Nonostante la promessa di un piano di rilancio e alcune commesse di supporto, febbraio 1968 su pronunciata la sentenza di fallimento. Nel 1970 il sito fu riconvertito in complesso commerciale[19].
- La seconda azienda mantenne il nome di Société Franco-Belge de Matériel de Chemins de Fer, con sede presso lo stabilimento di Raismes. Durante la seconda guerra mondiale la stessa produsse locomotive per le forze d'occupazione e per tale motivo fu oggetto di numerose azioni di sabotaggio. Lo stesso Gilbert Bostsarron, direttore dell'impianto e membro della resistenza, fu arrestato e fucilato. Fra gli altri prodotti che caratterizzarono gli anni trenta, la Franco-Belga di Raismes realizzò su progetto Beyer Peacock la locomotiva Garratt (rodiggio 4-6-2+2-6-4) per le ferrovie dell'Algeria che conquistò l'allora record di velocità di 132 km/h[20] e le carrozze del treno imperiale costruito per Hailé Selassié, sovrano dell'Etiopia[21]. Il contratto di subfornitura stipulato con la Beyer Peacock continuò fino agli anni cinquanta[22]. Più di ottanta locomotive 2-8-2 per le Indian Railways furono prodotte in tale periodo prima che la capacità produzione di un apposito stabilimento indiano, il Chittaranjan Locomotive Works, diventasse adeguata[23]. Durante gli anni settanta diverse centinaia di carrozze modello Corail per le SNCF; alla fine del decennio l'azienda vinse l'ordine per la fornitura di vetture con cassa in alluminio per la metropolitana di Atlanta[24]

### Dopo la cessione
Nel 1982 l'azienda francese, ormai ultima rimasta attiva con il nome di Soferval-franco-belge, fu assorbita dal gruppo Alstom con il nome di Alstom Valenciennes Petite-Forêt (VPF), specializzandosi nella costruzione di veicoli per metropolitante, tram e convogli a due piani.
Nelle adiacenze dello stabilimento sorge un circuito di prova, la cui proprietà è per il 61% della stessa Alstom.
Tale breve linea, completata nel 1999], comprende 2,75 km di binario percorribile a velocità di 100 km/h, un anello di 1,85 km da 80 km/h per lunghe sessioni di test ed un ulteriore circuito a "s" per prove di veicoli a guida automatica.
All'inizio del XXI secolo il futuro dell'impianto risultava incerto, ma dal 2009 la situazione si invertì, consentendo di impiegare fino a 1350 persone; i nuovi contratti includevano treni e convogli per metropolitana destinati alle reti di Parigi da realizzarsi in consorzio con Bombardier.
Ancora nel 2015 il sito fu coinvolto nella costruzione di 90 elementi motori Bmx nel quadro di un contratto firmato dal medesimo consorzio Alstom/Bombardier per la SNCB.

## Galleria d'immagini

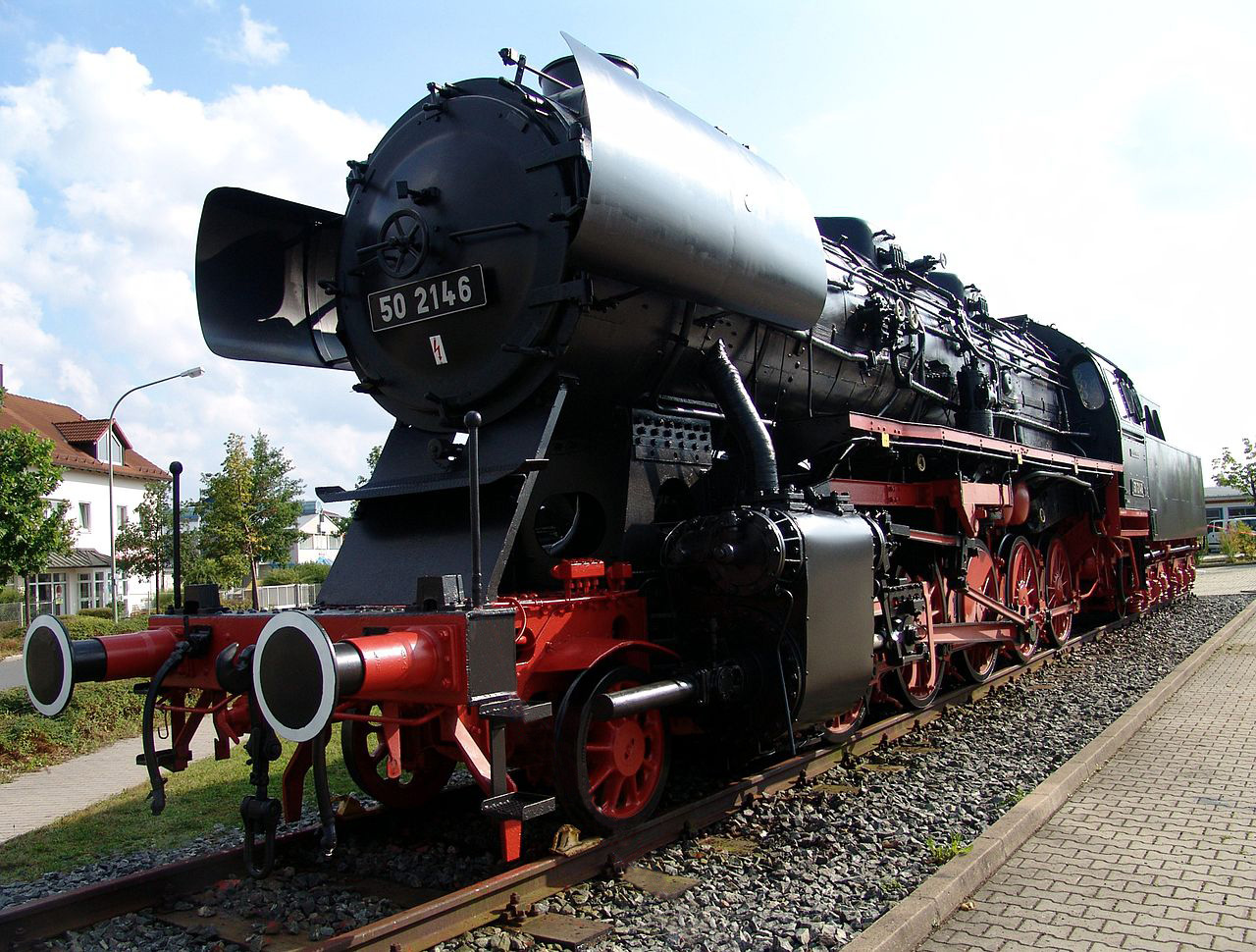
Locomotiva DRB gruppo 50, costruita nel 1943
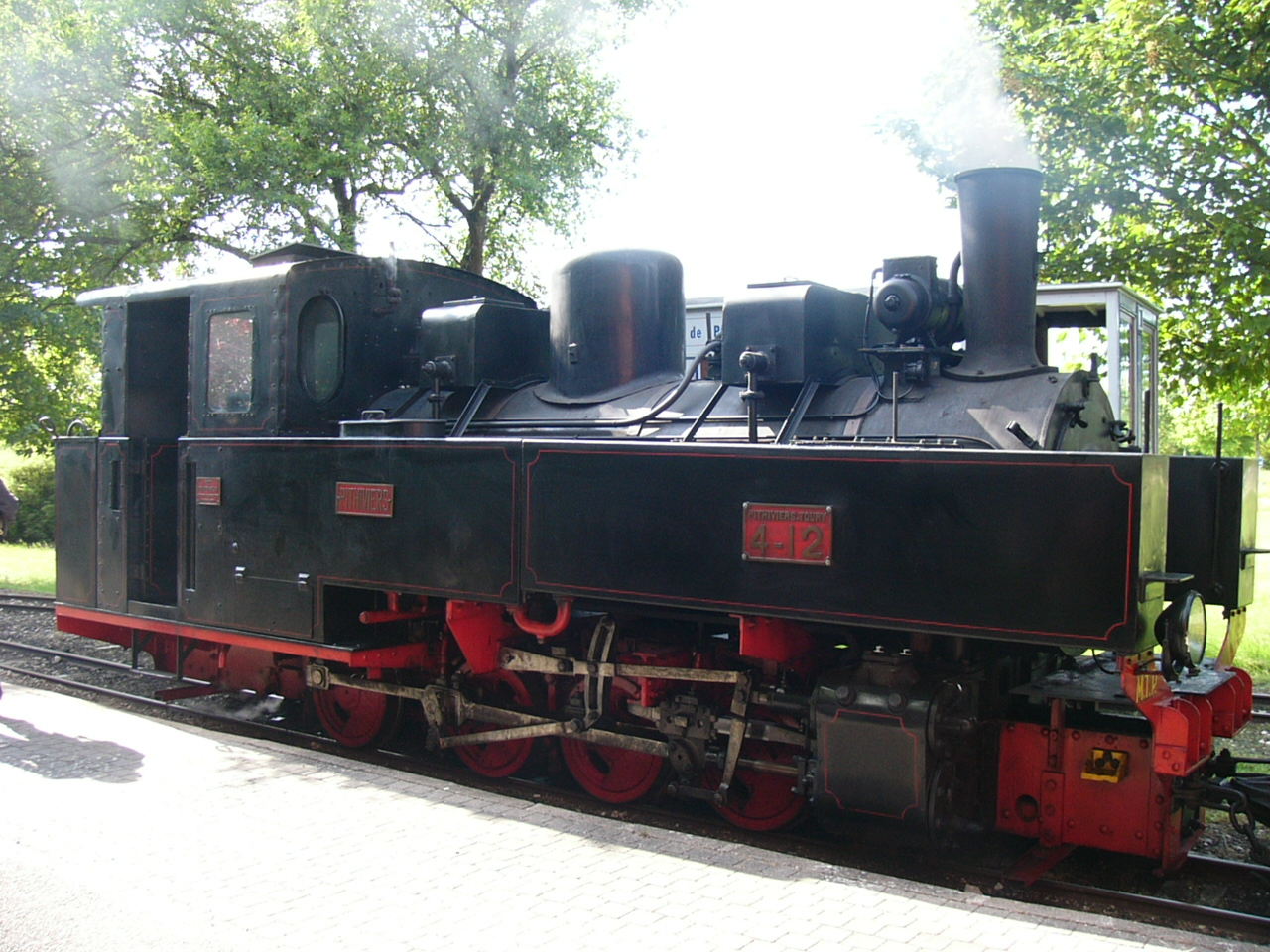
Locomotiva KDL preservata a Pithiviers
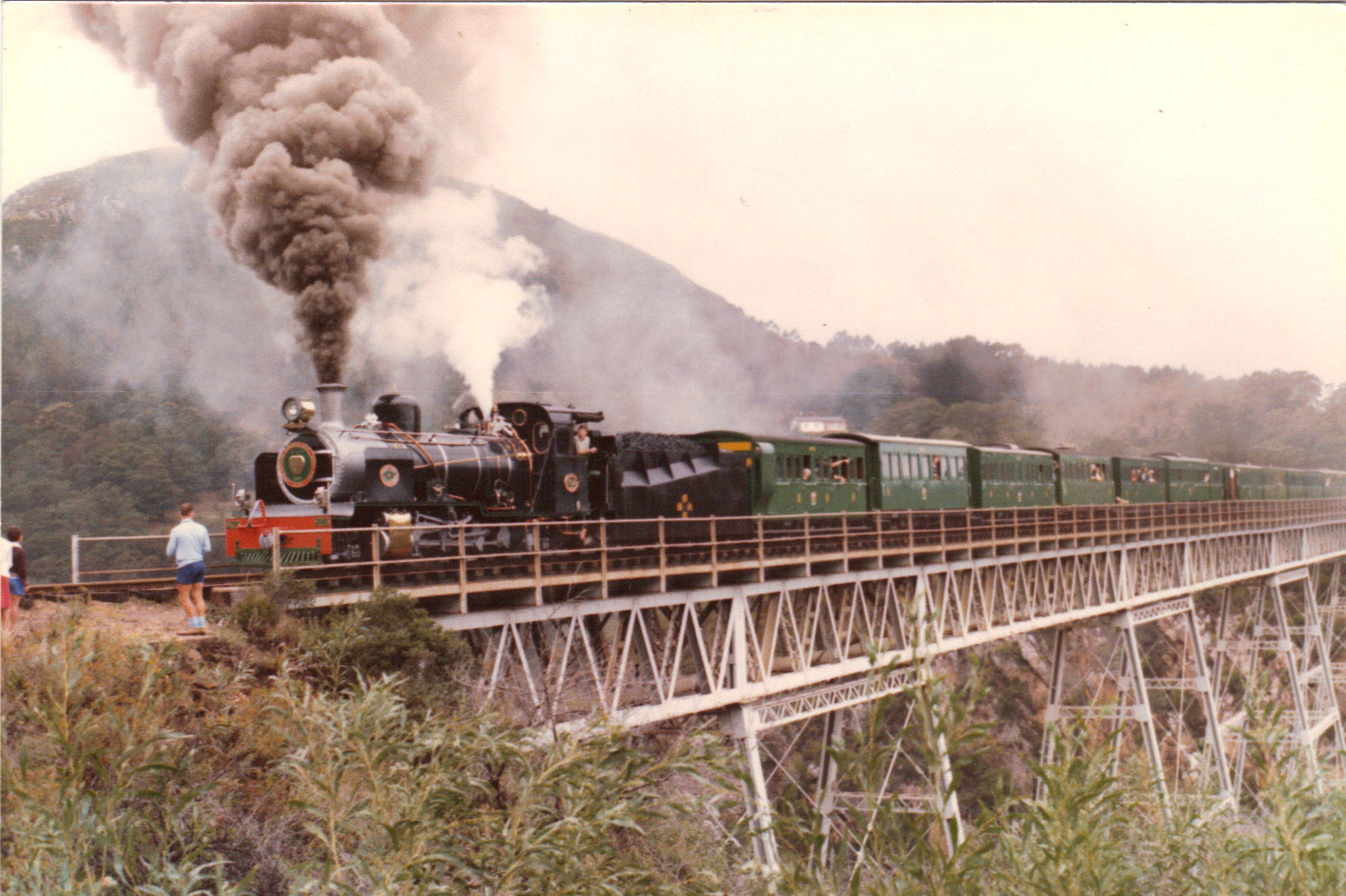
Locomotiva N15 N124 delle ferrovie sudafricane, costruita a nel 1952
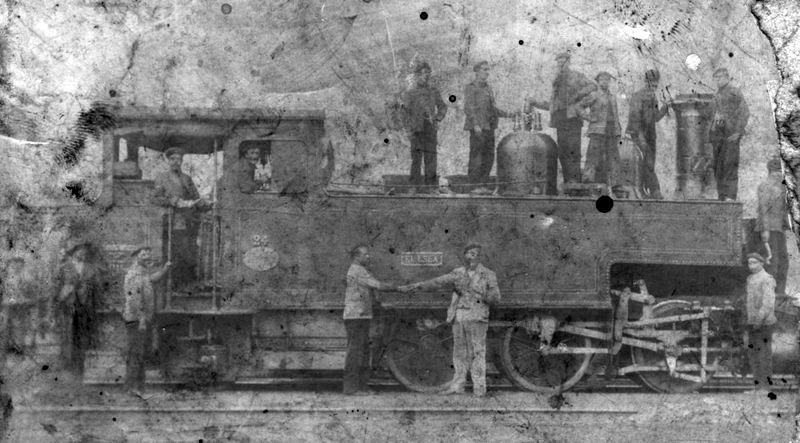
Locomotiva per la ferrovia de La Robla, in Spagna